# Out of the Woods
«Out of the Woods» —en español: «Fuera de los Bosques» (expresión que en inglés hace referencia a estar "fuera de peligro")— es una canción de la cantante estadounidense Taylor Swift, incluida en su quinto álbum de estudio, 1989. Swift la escribió junto a Jack Antonoff, guitarrista de la banda Fun., quien también la produjo. La canción ha recibido aclamación por parte de los críticos musicales, quienes elogiaron la composición, producción y escritura de Swift. «Out of the Woods» se convirtió finalmente en el sexto sencillo oficial extraído de 1989 siendo así el video lanzado el 31 de diciembre de 2015 y el 12 de enero de 2016 se lanzó en las estaciones de radio de USA.

## Composición y descripción

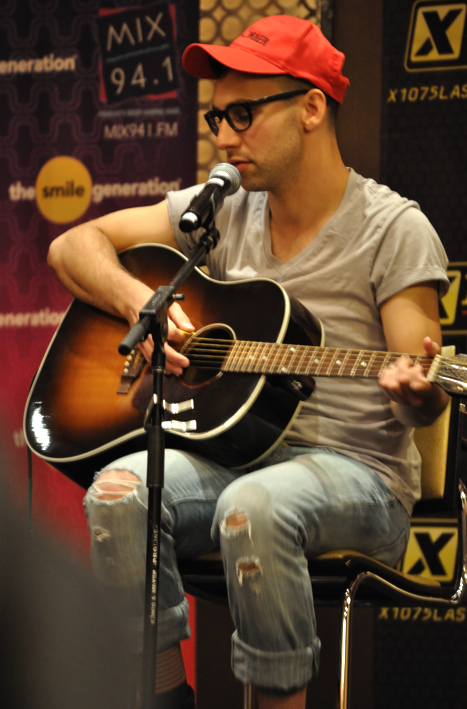
El guitarrista de la banda Fun., Jack Antonoff, ayudó a componer y producir el tema.

Taylor Swift compuso el tema junto a Jack Antonoff, guitarrista de la banda Fun., quien también la produjo. Esta fue la primera vez que Swift compuso para una «canción existente», de acuerdo con USA Today. Con esto, se refieren a que Antonoff creó la melodía y luego Swift colocó la letra. Respecto a eso, comentó que: «Suelo querer crear algo con mi guitarra o piano y [hacerlo], luego creamos la pista desde cero, pero con Jack, él tenía algo muy emotivo sobre lo que hace cuando crea una pista. Prácticamente leí esa emoción tan pronto como la oí, y trabajamos muy bien de esa forma». Swift también explicó que: «Se me ocurrió esa melodía, el verso y el estribillo, en aproximadamente 30 minutos y se lo envié a él».
En cuanto a su producción, Antonoff usó arreglos de la música de los 80's y elementos modernos. El productor explicó a USA Today que: «Usé un Yamaha DX7 un montón en esa canción, que es únicamente de los 80's, pero luego lo contrarresté con un Minimoog Voyager super distosionado en el coro [...] Eso suena extremadamente moderno para mí».
De acuerdo con la intérprete, la canción trata sobre la «fragilidad» y la «quebradiza naturaleza» de algunas relaciones. Swift comentó que: «Esta era una relación donde yo estaba viviendo día a día preguntándome a dónde iba, si iba a algún lado, si se iba a acabar al día siguiente. Fue una relación en la que nunca te sentiste como si estuvieras parado en suelo firme [...] Y esa clase de sentimiento trae emoción, pero también ansiedad extrema y una especie de sentimiento frenético de hacerse un sinfín de preguntas». Para finalizar su comentario sobre la inspiracón de «Out of the Woods», agregó que:

«Esta canción suena exactamente como ese frenético sentimiento de ansiedad y cuestionamiento, pero resalta que incluso si una relación es quebradiza y frágil y está llena de ansiedad, no significa que no valga la pena [y no sea] emocionante, hermosa y todas las cosas que buscamos».

La cantante dio un adelanto del tema en el programa Good Morning America el 13 de octubre de 2014, y estuvo disponible en iTunes al día siguiente. A pesar de esto, Swift aclaró que «Out of the Woods» no sería lanzada como sencillo, y que la publicó porque era la canción que mejor representaba al álbum.

## Recepción

### Crítica
Sam Lansky de la revista Time notó que el tema es «más oscuro» que los anteriores de Swift, y a pesar de que escribió que: «Líricamente, sin embargo, sigue siendo la Swift clásica, capturando la ansiedad de un romance volátil con pequeños datos conmovedores», elogió la producción. Lucas Villa de AXS dijo que «Out of the Woods» estaba inspirada por Harry Styles, miembro de One Direction, sin embargo afirmó que: «puede ser sobre Styles pero musicalmente es mayor que cualquier especulación. La segunda excursión pop de Swift con Antonoff marca su trabajo más aventurero e impresionante hasta la fecha». Jason Lipshutz de Billboard dijo que el coro era como «la secuencia de cierre de una película de acción de los 80» y añadió que: «Los sintetizadores caleidoscópicos y percusiones amontonadas muestran una vez más cuánto se ha desviado Swift de sus raíces acústicas, pero sus detalles líricos son tan evocadores como siempre, mientras teje una historia de un tenue romance que incluye imágenes de un choque de auto, una Polaroid olvidada y una decisión de "mover los muebles, para que podamos bailar». Lipshutz la calificó con cuatro estrellas y media de cinco.

### Comercial
«Out of the Woods» debutó en el número uno de la lista estadounidense Digital Songs por haber vendido 195 000 descargas en su primera semana. Este fue el octavo número uno de Swift en la lista, lo que la convirtió en la cuarta cantante que ha registrado más canciones en esa posición, luego de Rihanna con trece, Katy Perry con diez y Eminem con nueve. Esa misma semana, Swift destronó a «Shake It Off», su propia canción, del número uno, por lo que esta ubicó el puesto número dos. Esta fue la primera vez que un artista ocupa los dos primeros lugares de la lista desde que la misma Swift lo logró en septiembre de 2012 con «We Are Never Ever Getting Back Together» y «Ronan». En la lista Billboard Hot 100 debutó en el número dieciocho como su sexagésima primera canción que entra al conteo, lo que convirtió a Swift en la segunda artista femenina con más canciones en la lista luego de Aretha Franklin, que tuvo setenta y tres temas.

## Promoción
Taylor Swift cantó «Out of the Woods» por primera vez en vivo a finales de octubre de 2014 en el programa Jimmy Kimmel Live!. Allí también cantó «Shake It Off» ante una audiencia de aproximadamente 15 mil personas. Swift también interpretó la canción en los premios Grammy de 2016

## Video musical
El video de «Out of the Woods» fue lanzado el 1 de enero del 2016, dirigido por Joseph Kahn (también director de otros videos de Swift como «Blank Space», «Bad Blood» y «Wildest Dreams»).
En esta ocasión Nueva Zelanda fue el destino elegido para la grabación del nuevo sencillo de la cantante. La grabación se realizó en noviembre de 2015, aprovechando las fechas entre los conciertos de su The 1989 World Tour en Shanghái y Sídney. 
El video fue lanzado el 1 de enero de 2016 en la plataforma Vevo y en su canal de YouTube.
El video fue presentado durante la transmisión del programa especial de víspera de año nuevo Dick Clark's New Year's Rockin' Eve realizado anualmente en la ciudad de Nueva York, y emitido por la cadena NBC. El estreno se realizó a las 22:51. 
Actualmente este vídeo tiene más de 200 millones de visitas en YouTube lo que lo convierte en el 29.º de los videos musicales de Swift.

## Posicionamiento en listas

### Semanales
| País           | Lista                     | Mejor posición |      |
| 2014           | 2014                      | 2014           | 2014 |
| -------------- | ------------------------- | -------------- | ---- |
| Australia      | Australian Singles Chart  | 19             |      |
| Austria        | Ö3 Austria Top 40         | 64             |      |
| Canadá         | Canadian Hot 100          | 8              |      |
| Dinamarca      | Tracklisten               | 23             |      |
| España         | Spanish Singles Chart     | 22             |      |
| Estados Unidos | Billboard Hot 100         | 18             |      |
| Estados Unidos | Digital Songs             | 1              |      |
| Francia        | French Singles Chart      | 70             |      |
| Nueva Zelanda  | New Zealand Singles Chart | 6              |      |

### Sucesión en listas
| Predecesor: «Shake It Off» de Taylor Swift | Digital Songs — Sencillo número uno 1 de noviembre de 2014 — 8 de noviembre de 2014 | Sucesor: «All About That Bass» de Meghan Trainor |